# Okna Lökäpple
Ökna Lökäpple es el nombre de una variedad cultivar de manzano (Malus domestica). 
Un híbrido de manzana originaria de Suecia. Las frutas tienen un sabor agradable. Esta variedad tiene cierta resistencia a la sarna del manzano y al mildiu. Tolera la zona de rusticidad delimitada por el departamento USDA, de nivel 1 a 3.

## Sinonimia
- "Okna Lökäpple",
- "Ökna Lökäpple".

## Historia
'Ökna Lökäpple' es una variedad de manzana oriunda de Suecia, que obtuvo su nombre de la granja "Ökna" en Södermanland.
Está incluida en la relación de Görel Kristina Näslund - "100 älskade äpplen"-(100 manzanas favoritas de Suecia).

## Características
'Ökna Lökäpple' es un árbol de un vigor moderado. Tiene un tiempo de floración que comienza a partir del 2 de mayo con el 10% de floración, para el 6 de mayo tiene una floración completa (80%), y para el 16 de mayo tiene un 90% caída de pétalos.
'Ökna Lökäpple' tiene una talla de fruto mediano; forma redondeada y ligeramente cónica; con nervaduras de débiles a medias, y corona débil; epidermis tiende a ser dura suave con color de fondo es verde amarillento, con un sobre color rojo intenso en la cara expuesta al sol, importancia del sobre color medio (45-55%), y patrón del sobre color rayado / chapa, con rayas algo más oscuras, presenta lenticelas de tamaño medio más claras, ruginoso-"russeting" (pardeamiento áspero superficial que presentan algunas variedades) muy bajo; cáliz es pequeño y cerrado, asentado en una cuenca estrecha y poco profunda con pliegues; pedúnculo es largo y de calibre de medio a grueso, colocado en una cavidad poco profunda y estrecha con las paredes cubiertas de ligero ruginoso-"russeting" y algún pliegue; carne de color blanco amarillento, textura crujiente ligeramente gruesa, ligeramente dulce
con algo de acidez y aroma.
Su tiempo de recogida de cosecha se inicia a finales de septiembre. Madura en diciembre y se mantiene bien durante unos tres meses.

## Usos
Una excelente manzana para comer fresca en postre de mesa, aunque también se utiliza en preparaciones culinarias.

## Ploidismo
Diploide, polen auto estéril. Para su polinización necesita variedad de manzana con polen compatible.

## Susceptibilidades
Presenta cierta resistencia a la sarna del manzano y al mildiu.